# Rome, Iowa
Rome là một thành phố thuộc quận Henry, tiểu bang Iowa, Hoa Kỳ. Năm 2010, dân số của thành phố này là 117 người.

## Dân số
Dân số qua các năm:
- Năm 2000: 113 người.
- Năm 2010: 117 người.